# Davit Kizilasjvili
Davit Kizilashvili (Zemo Alvani, 20 januari 1971) is een voormalig voetballer uit Georgië, die gedurende zijn loopbaan speelde als aanvaller voor onder meer Dinamo Tbilisi en AC Omonia. Hij beëindigde zijn actieve carrière in 1998 in Israël bij Hapoel Ashkelon.

## Interlandcarrière
Kizilashvili speelde in de periode 1992-1999 acht officiële interlands (twee doelpunten) voor het Georgisch voetbalelftal. Hij scoorde tweemaal in het doelpuntrijke en vriendschappelijke duel op 17 september 1992 tegen Azerbeidzjan (6-3).